# Pena (Tarn)
Pena (en francès Penne) és una comuna d'Occitània (França), situada al cantó de Vaour, departament del Tarn, regió d'Occitània. Està situada a la regió occitana de Llenguadoc.
Els anys 40 va acollir un grup d'exiliats republicans catalans per muntar, amb l'ajuda dels quàquers americans, una fàbrica de joguines de fusta.

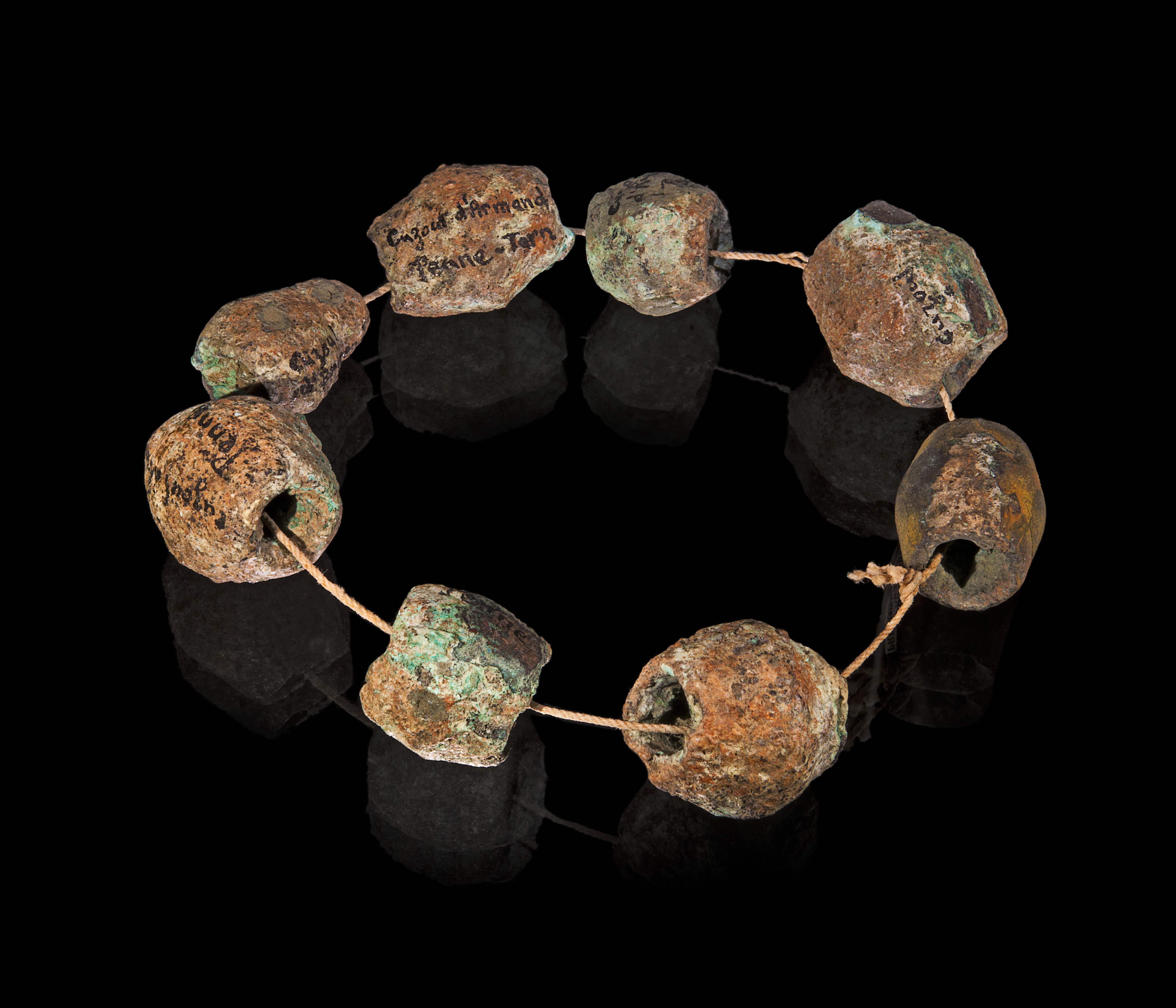
Collar de bronze de l'Holocè

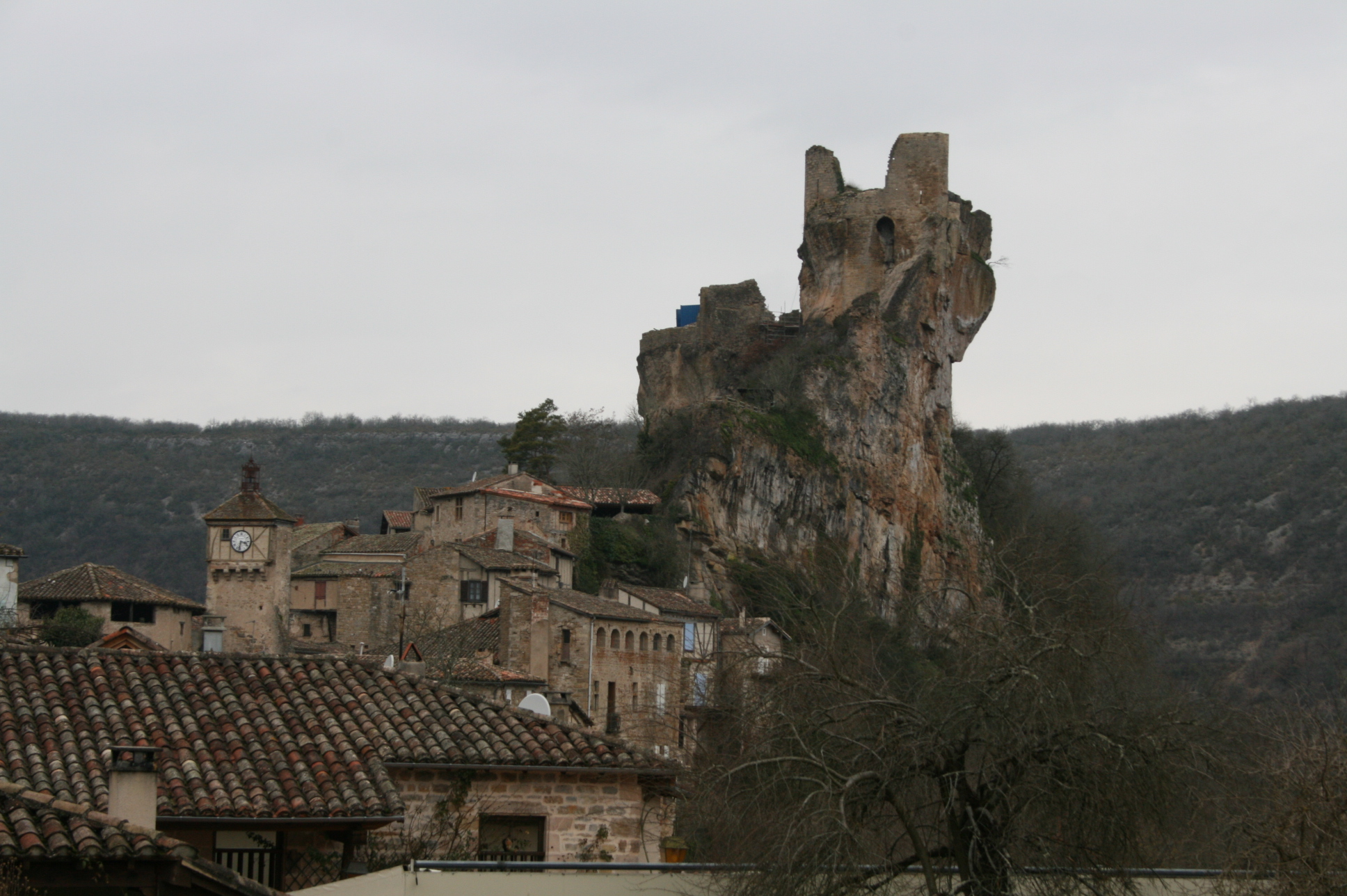
Castell de Pena

## Demografia
| 1962                                       | 1968 | 1975 | 1982 | 1990 | 1999 | 2007 |
| ------------------------------------------ | ---- | ---- | ---- | ---- | ---- | ---- |
| 473                                        | 504  | 515  | 507  | 516  | 522  | 552  |
| Des de 1962: població sense dobles comptes |      |      |      |      |      |      |

## Administració
| Període   | Identitat      | Partit        |
| --------- | -------------- | ------------- |
| 2001-2008 | Maurice Boyer  | Divers gauche |
| 2008-     | Jean-Luc Kretz |               |